# Општина Источни Мостар
Општина Источни Мостар (раније општина Српски Мостар) је општина у Републици Српској, БиХ. Сједиште општине се налази у насељеном мјесту Зијемље. Према подацима Агенције за статистику Босне и Херцеговине на попису становништва 2013. године, у општини је пописано 257 лица.

## Географија
Просечна надморска висина је 850 метара. Клима је континентална, са дугим и хладним зимама и жарким летима. Половина општине је под шумом.

## Насељена мјеста
Подручје општине Источни Мостар чине насељена мјеста: Камена, Кокорина и Зијемље.
Сједиште општине се налази у насељу Зијемље, а друга два насеља општине су Кокорина и Камена. Површина општине обухвата простор од 88 km².

## Историја
Општина Српски Мостар (сада Источни Мостар) је настала 1992. године из дијела југословенске општине Мостар који је ушао у састав Републике Српске. Током рата тадашња општина Српски Мостар је заузимала много више територије у односу на насеља која су јој припала по потписивању Дејтонског споразума.

## Политичко уређење

### Општинска администрација
Начелник општине представља и заступа општину и врши извршну функцију у Источном Мостару. Избор начелника се врши у складу са изборним Законом Републике Српске и изборним Законом БиХ. Општинску администрацију, поред начелника, чини и скупштина општине. Институционални центар општине Источни Мостар је насеље Зијемље, а сви општински органи смјештени су у Невесињу.
Начелник општине Источни Мостар је Божо Сјеран као независни кандидат, који је на ту функцију ступио након локалних избора у Босни и Херцеговини 2024. године. Састав скупштине Општине Источни Мостар је приказан у табели.

### Национални састав 2013. (коначни резултатиБХАС)
| Етнички састав према попису из 2013.‍ | Етнички састав према попису из 2013.‍ | Етнички састав према попису из 2013.‍ | Етнички састав према попису из 2013.‍ | Етнички састав према попису из 2013.‍ |
| ------------------------------------ | ------------------------------------ | ------------------------------------ | ------------------------------------ | ------------------------------------ |
|                                      |                                      |                                      |                                      |                                      |
| Срби                                 | Срби                                 |                                      | 166                                  | 64,59%                               |
| Бошњаци                              | Бошњаци                              |                                      | 78                                   | 30,35%                               |
| Хрвати                               | Хрвати                               |                                      | 11                                   | 4,28%                                |
| Неизјашњени                          | Неизјашњени                          |                                      | 2                                    | 0,78%                                |
| укупно: 257                          |                                      |                                      |                                      |                                      |

## Привреда
Источни Мостар је једна од најмање развијених општина Републике Српске и финансира се из донација Владе Републике Српске.

## Празници
Дан и слава општине је 30. јули, када се прославља Света великомученица Марина.